# Richard Law, 1. Baron Coleraine

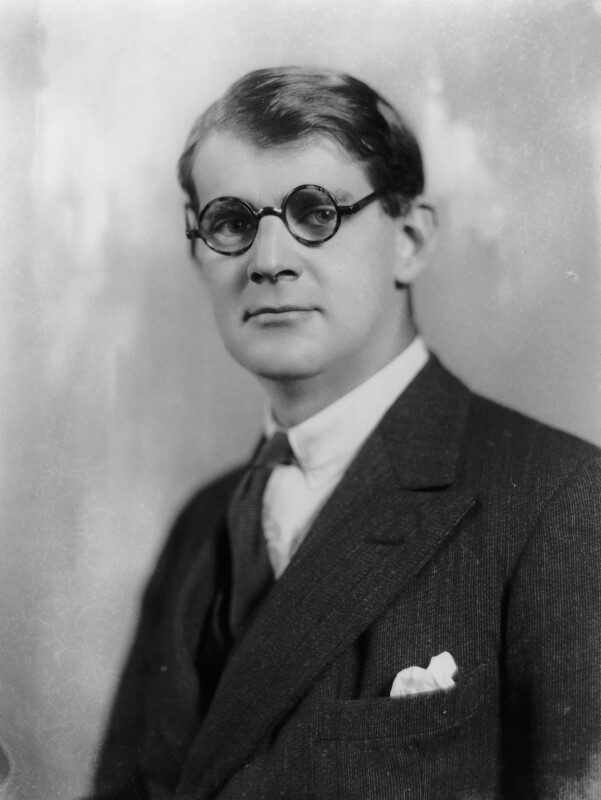
Richard Law (1931)

Richard Kidston Law, 1. Baron Coleraine, PC (* 27. Februar 1901 in Helensburgh, Argyll and Bute, Schottland; † 15. November 1980) war ein britischer Politiker der Conservative Party. Er war von 1931 bis 1954 Mitglied des House of Commons sowie 1945 in der Übergangsregierung Churchill Bildungsminister. Ab 1954 war er als erblicher Peer Mitglied des House of Lords.

## Leben
Richard Kidston Law war das jüngste von sechs Kindern des Politikers Andrew Bonar Law (1858–1923), der unter anderem von Oktober 1922 bis Mai 1923 Premierminister war, sowie von Annie Pitcairn Robley († 1909). Seine Schwester Isabel Harrington Law († 1969) war die Ehefrau von Air Vice-Marshal Sir Frederick Sykes, der von 1928 bis 1933 Gouverneur der Bombay Presidency in Britisch-Indien war. Seine Schwester Catherine Edith Mary Law († 1992) war in zweiter Ehe mit George Archibald, 1. Baron Archibald (1898–1975) verheiratet. Seine beiden älteren Brüder Captain James Kidston Law (1893–1917) und Lieutenant Charles Law (1897–1917) fielen bei Kampfeinsätzen während der British Army im Ersten Weltkrieg, während sein Bruder Harrington Law (1899–1958) als Offizier der Royal Navy am Ersten Weltkrieg und später zum Commander aufstieg. Er selbst begann nach dem Besuch der Shrewsbury School ein Studium am St John’s College der Universität Oxford, welches er 1923 mit einem Bachelor of Arts (B.A.) beendete.
Als Nachfolger von John Arnott von der Independent Labour Party (ILP) wurde er am 27. Oktober 1931 erstmals für die Conservative Party erstmals Mitglied des House of Commons, des Unterhauses des britischen Parlaments, und vertrat zunächst bis zum 5. Juli 1945 den Wahlkreis „Kingston upon Hull South West“, woraufhin Sydney Smith von der Labour Party zum neuen Abgeordneten gewählt wurde. Während seiner Parlamentszugehörigkeit war er zwischen 1940 und 1941 Finanzsekretär im Kriegsministerium (Financial Secretary to the War Office) sowie im Anschluss von 1941 bis 1943 Parlamentarischer Unterstaatssekretär im Außenministerium (Parliamentary Under-Secretary of State, Foreign Office). 1943 wurde er Staatsminister im Außenministerium (Minister of State, Foreign Office) und bekleidete diese Funktion bis 1945, wobei er 1943 auch zum Mitglied des Privy Council (PC) berufen wurde, ein politisches Beratungsgremium des britischen Monarchen. Er absolvierte zudem ein postgraduales Studium am St John’s College der Universität Oxford und schloss dieses 1945 mit einem Master of Arts (M.A.) ab.

Wappen des Barons Coleraine

Am 23. Mai 1945 wurde Richard Law in der Übergangsregierung Churchill zum Bildungsminister (Minister for Education) berufen und bekleidete dieses Amt bis zum 27. Juli 1945. Nach seinem Mandatsverlust am 5. Juli 1945 wurde er bei einer Nachwahl (By-election) im Wahlkreis „Kensington South“ am 20. November 1945 abermals zum Mitglied des Unterhauses gewählt, nachdem der bisherige Wahlkreisinhaber William Davison am 19. September 1945 zum 1. Baron Broughshane erhoben und dadurch Mitglied des Oberhauses wurde. Diesen Wahlkreis vertrat er bis zu seiner Ablösung durch Patrick Spens am 23. Februar 1950. Law selbst wiederum wurde am 23. Februar 1950 im neu geschaffenen Wahlkreis „Kingston upon Hull Haltemprice“ erneut zum Mitglied des House of Commons gewählt und vertrat diesen Wahlkreis bis zu seinem Mandatsverzicht am 15. Januar 1954, woraufhin Patrick Wall bei einer Nachwahl am 11. Februar 1954 zum neuen Abgeordneten gewählt wurde. 1951 verlieh ihm die University of New Brunswick (UNB) einen Ehren-Doktor der Rechte. Nach seinem Ausscheiden aus dem Unterhaus wurde er am 16. Februar 1954 als Baron Coleraine, of Haltemprice in the East Riding of Yorkshire, zum erblichen Peer der Peerage of the United Kingdom erhoben, wodurch er auf Lebenszeit Mitglied des House of Lords, des Oberhauses des britischen Parlaments, wurde.
Aus seiner am 26. Januar 1929 geschlossenen Ehe mit Mary Virginia Nellis gingen James Martin Bonar Law (1931–2020) hervor, der bei seinem Tod 1980 den Titel als 2. Baron Coleraine, erbte sowie Hon. Andrew Law (* 1933).